# توکاخندان خال‌سفید
توکاخندان خال‌سفید (نام علمی: Ianthocincla bieti) یک گونه از پرندگان گنجشک‌سان از تیرهٔ توکایان خندان (Leiothrichidae) و بومی چین است. زیستگاه طبیعی آن جنگل‌های معتدل است. از دست دادن زیستگاه آن را تهدید می‌کند.